# Charles Krauthammer
Irving Charles Krauthammer (New York, 13 marzo 1950 – Atlanta, 21 giugno 2018) è stato un giornalista e psichiatra statunitense, insignito nel 1987 del Premio Pulitzer per i suoi editoriali sul Washington Post, apparsi settimanalmente per 30 anni su più di 400 pubblicazioni in tutto il mondo. Considerato il più influente opinionista e commentatore politico conservatore americano degli ultimi tre decenni, divenne una figura ben rispettata grazie anche alle sue apparizioni televisive.

## Biografia

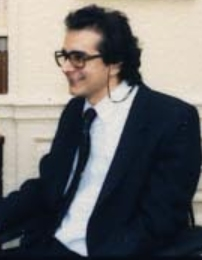
Charles Krauthammer, 1986.

Krauthammer nacque il 13 marzo del 1950 a New York City. Suo padre era un ebreo di origine ucraina e sua madre un'ebrea belga, fuggiti dalle persecuzioni in Europa della Germania nazista di Hitler e poi vissuti in Brasile e a Cuba. Aveva un fratello, Marcel, di quattro anni più grande. La lingua parlata in famiglia era il francese. Quando aveva 5 anni i Krauthammers si trasferirono a Montreal, in Canada.
Entrambi i genitori erano ebrei ortodossi e sia lui che il fratello furono educati in una scuola ebraica religiosa.
Durante il periodo di studi universitari di medicina ad Harvard ebbe un gravissimo incidente in piscina: il ventiduenne Charles si tuffò e batté la testa, il collo e la colonna vertebrale rimasero lesionati gravemente; l'incidente lo lasciò paralizzato permanentemente, fortemente limitato anche nell'uso delle mani, e per ben 14 mesi rimase in Ospedale, i primi in pericolo di vita. In seguito, egli raccontò che tra i suoi effetti, lasciati a bordo vasca, recuperarono due libri: Il destino di un uomo di André Malraux e Anatomy of Physiology. La lunga degenza non gli impedì, nel frattempo, di completare nel 1975 la formazione da psichiatra, iniziando a praticare la professione al Massachusetts General Hospital. Pubblicò diversi saggi scientifici, inclusa la scoperta di una forma di disturbo bipolare, che è tuttora citata nella letteratura psichiatrica. Krauthammer poi abbandonò la professione medica, orientando i suoi interessi al giornalismo politico. Da giovane fu un progressista Democratico - convinto sostenitore dei piani governativi di riscatto dalla povertà della "Great Society", propugnati dal Presidente Lyndon Johnson negli anni Sessanta - e poi un collaboratore dell'Amministrazione Carter, scrittore di discorsi per Walter Mondale. Negli anni Ottanta, durante la presidenza Reagan, avvenne la svolta: Krauthammer, folgorato dalla politica estera del presidente repubblicano, ne appoggia le iniziative e vira su posizioni conservatrici. È Krauthammer a coniare il termine Dottrina Reagan, in un famoso articolo su Time Magazine; il suo pensiero inizia così a influenzare il dibattito pubblico per più di due decenni sulla politica estera americana. 
Dal 1985 tenne una rubrica settimanale sul Washington Post, per la quale vinse il Premio Pulitzer in "journalism for distinguished commentary"; scrisse poi regolarmente su altre riviste, tra cui Commentary e Weekly Standard; i suoi articoli venivano ripubblicati poi su moltissimi giornali locali. Infine, Krauthammer divenne un personaggio molto noto e familiare al grande pubblico come commentatore televisivo serale fisso, dalla fine degli anni Novanta, su Fox News Channel.
Col progressivo ritiro e la scomparsa dei due grandi giornalisti conservatori William Safire e Robert Novak, Charles Krauthammer divenne, specialmente dopo gli attentati terroristici dell'11 settembre 2001 e la presidenza di George W. Bush, il più influente e apprezzato opinion-maker in America. Il settimanale tedesco Der Spiegel lo definì "la voce guida degli intellettuali dell'America conservatrice". Nel 2009, dopo l'elezione di Obama a presidente USA, il sito POLITICO nel 2009 lo descrisse come "il leader dell'opposizione... un coerente, sofisticato, implacabile critico del nuovo Presidente". Pur essendo schierato in genere su posizioni repubblicane, egli sosteneva il diritto all'aborto legale, e la contrarietà alla pena di morte; auspicava maggiori tasse sull'energia per indurre i cittadini al risparmio. Le sue posizioni erano anticreazioniste e in genere liberal sui temi etici, facendone così un personaggio eterodosso e indipendente nel panorama intellettuale. Dichiarò di leggere e seguire regolarmente gli articoli di George Will, David Brooks e Mickey Kaus, influenti e altrettanto apprezzati columnists americani.
Nell'ottobre 2013, Krauthammer pubblicò un'antologia di scritti, in cui raccolse i migliori editoriali della sua carriera giornalistica, ma anche i racconti di esperienze e memorie personali. Il titolo del libro è Things that Matter: Three Decades of Passion, Pastimes and Politics. Pubblicato per l'Editore Crown Forum, divenne il bestseller n°1 della classifica del New York Times delle opere di non-fiction, toccando nel marzo 2015 il record di 1 milione di copie vendute, assai insolito per un'antologia di articoli.
Krauthammer criticò aspramente l'accordo sul nucleare voluto da Obama tra gli USA e l'Iran, definendolo il peggior accordo sin da quello di Monaco 1938, considerandolo un pericolo per l'esistenza dello stato d'Israele e la pace nel mondo.
Nella campagna per le primarie del Partito Repubblicano, iniziate nel giugno 2015, e poi fino alle elezioni del 2016, egli contestò Donald Trump nei suoi commenti, dichiarando che non avrebbe votato per lui, ma nemmeno per Hillary Clinton. Tuttavia, dopo la vittoria elettorale di Trump, affermò che essa rappresenta «una rivoluzione ideologica ed elettorale che non abbiamo visto dai tempi di Ronald Reagan». Trump «ha svegliato la classe lavoratrice bianca riportandola nel Partito Repubblicano» sulla base di una piattaforma elettorale centrata sull'immigrazione e sul commercio. «Ciò significa ideologicamente che il Partito Repubblicano è diventato un partito populista e il paese sarà senza un partito conservatore classico». La sua elezione è parte di un "movimento mondiale Brexit" che si è rivoltato contro la globalizzazione, secondo Krauthammer.
Fino all'inizio dell'agosto del 2017 continua ad apparire regolarmente su Fox News e a pubblicare editoriali; nella seconda metà del mese Krauthammer si sottopone ad un intervento chirurgico: seguono complicazioni debilitanti e successive operazioni, rimanendo ricoverato per sostenere una lunga riabilitazione. L'8 giugno 2018, Krauthammer rompe il suo silenzio: il Washington Post pubblica una sua commovente lettera d'addio (“A note to readers”) ai lettori, al pubblico, ad amici e colleghi, nella quale rivela di aver speso gli ultimi 10 mesi a riprendersi dall'intervento subìto ad agosto per la rimozione di un cancro all'addome e da una sequela di complicazioni secondarie; a maggio del 2018 il tumore è ricomparso ancora più aggressivo, e racconta che i medici gli hanno dato poche settimane di vita. «This is the final verdict. My fight is over» scrive, aggiungendo di «essere grato di aver giocato un piccolo ruolo nelle conversazioni che hanno aiutato a guidare il destino di questa nazione straordinaria». Conclude dicendo di non aver rimpianti, avendo vissuto una vita meravigliosa, piena e completa, quella che intendeva vivere. Muore il 21 giugno ad Atlanta, in Georgia.
Dopo la sua morte, si addensano i riconoscimenti dell'enorme valore di Charles Krauthammer nella vita intellettuale americana da parte di personaggi politici e intellettuali; la sua figura pubblica viene paragonata per importanza a quella di altri giganti del giornalismo politico americano come Walter Lippman, Dorothy Thompson e William Buckley.